# Hartmut Seifert

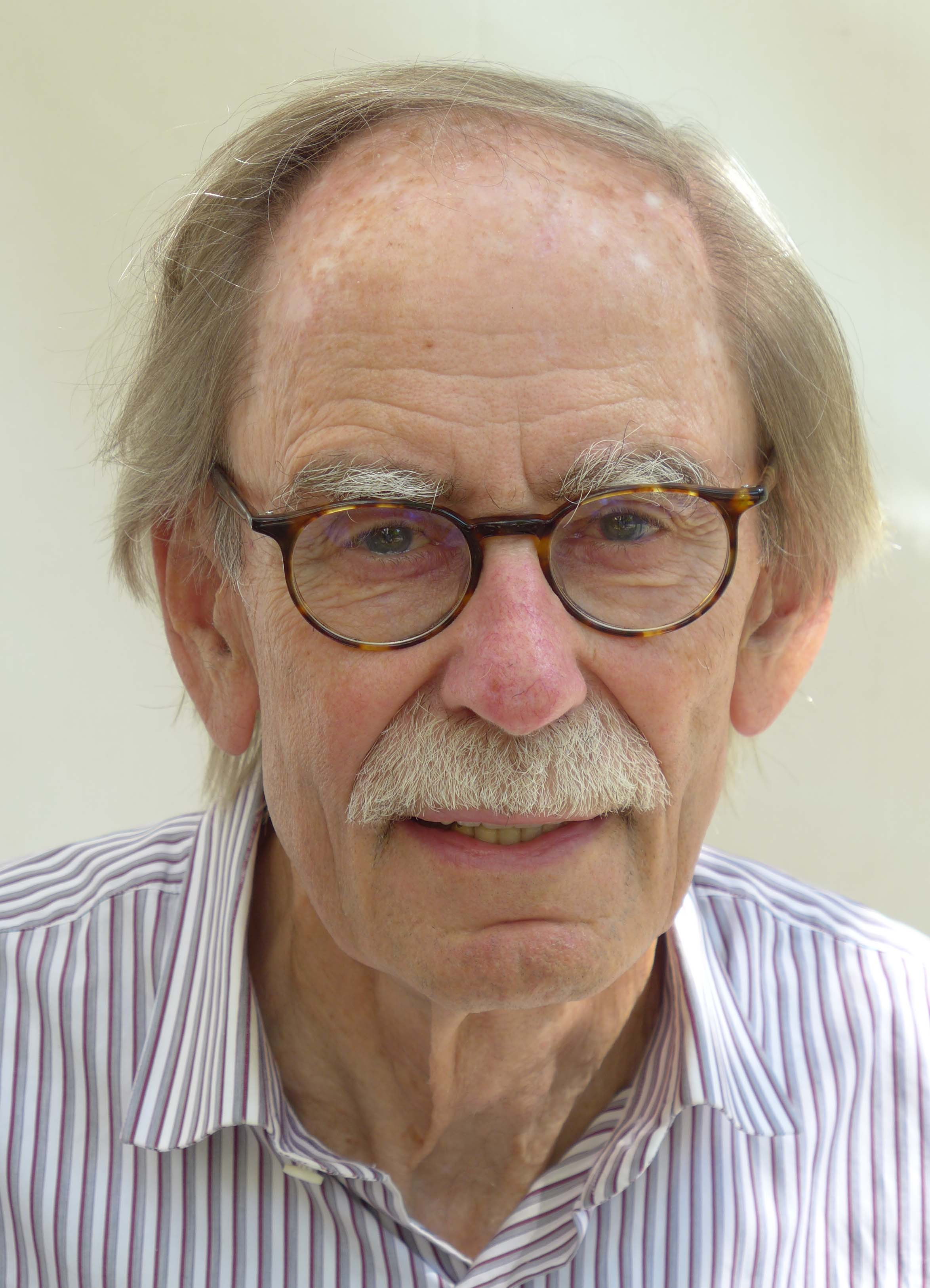
Hartmut Seifert, 2022

Hartmut Seifert (* 23. Januar 1944 in Tilsit) ist ein in zahlreichen Studien und Publikationen ausgewiesener deutscher Arbeitsmarkt- und Arbeitszeitforscher, ehemaliger Leiter des Wirtschafts- und Sozialwissenschaftlichen Institut (WSI) der Hans-Böckler-Stiftung sowie wissenschaftlicher Korrespondent für das Japan Institute for Labour Policy and Training (JILPT), Tokyo.

## Leben
Hartmut Seifert studierte Volkswirtschaftslehre an der Universität Würzburg und der Freien Universität Berlin und schloss das Studium 1971 als Dipl. Volkswirt. 1983 promovierte er zum Dr. rer. pol. an der Universität Gesamthochschule Paderborn.
Hartmut Seifert startete seine wissenschaftliche Karriere als Forschungsassistent an der FU Berlin (1972–1974), wechselte als Wissenschaftlicher Mitarbeiter an das
Bundesinstitut für Berufsbildungsforschung in Berlin (1974–1975) und arbeitete von 1975 bis 1994 als Wissenschaftlicher Referent im Wirtschafts- und
Sozialwissenschaftlichen Institut (WSI) des DGB.
Von 1995 bis Anfang 2009 leitete er die Abteilung Wirtschafts- und Sozialwissenschaftliches Institut (WSI) in der Hans-Böckler-Stiftung. Seit 1990 ist Seifert korrespondierender Wissenschaftler beim Japan Institute for Labour Policy and Training (JILPT), Tokyo. Er hatte Studienaufenthalte in den USA (Economic Policy Institute, Washington, DC) und Japan (JILPT), und seit 2009 ist er, als Rentner, selbstständiger Wissenschaftler und Politikberater. U. a. von 2012 bis 2018 war er Senior Research Fellow am WSI der Hans-Böckler-Stiftung.

## Forschung
Seiferts Forschungsaktivitäten gelten einem breiten Spektrum an Arbeitszeit- und Arbeitsmarktfragen. Sie beziehen sich auf die Gestaltung der Arbeitszeit, deren Flexibilisierung und der Arbeitszeitautonomie. Außerdem untersucht er das institutionelle Gefüge am Arbeitsmarkt, geht Fragen der Deregulierung und Flexibilisierung von Beschäftigungsformen und deren sozialen Auswirkungen nach.
Hierzu gehören auch Arbeiten über das Verhältnis von Flexibilität und sozialer Sicherheit, über Flexicurity.

## Schriften (Auswahl)
- Hartmut Seifert: Öffentliche Arbeitsmarktpolitik in der Bundesrepublik Deutschland. Bund-Verlag, Köln 1984, ISBN 3-7663-0857-2.
- Hartmut Seifert, Gerhard Bosch, Bernd-Georg Spies: Arbeitsmarktpolitik und gewerkschaftliche Interessenvertretung. Bund-Verlag, Köln 1984, ISBN 3-7663-0599-9.
- Hartmut Seifert, Gerhard Bosch, Norbert Engelhardt, Klaus Hermann, Ingrid Kurz-Scherf: Arbeitszeitverkürzung im Betrieb. Bund-Verlag, Köln 1988, ISBN 3-7663-3105-1.
- Hartmut Seifert, Peter Joachim: Neue Technik und Arbeitszeitgestaltung. Westdeutscher Verlag, Opladen 1991, ISBN 3-322-94151-5 (springer.com).
- Hartmut Seifert, Klaus Besselmann, Gerd Machalowski, Christiane Ochs: Kurzarbeit und Qualifizierung – Bedingungen und Gestaltungsmöglichkeiten der Kurzarbeit zur Nutzung der beruflichen Qualifizierung. Bundesministeriums für Arbeit und Sozialordnung. Forschungsbericht Nr. 235, Bonn 1994.
- Hartmut Seifert, Markus Promberger, Jörg Rosdücher, Rainer Trinczek: Beschäftigungssicherung durch Arbeitszeitverkürzung. sigma-verlag, Berlin 1996, ISBN 3-89404-430-6.
- Hartmut Seifert, Markus Promberger, Jörg Rosdücher, Rainer Trinczek: Weniger Geld, kürzere Arbeitszeit, sichere Jobs? sigma-verlag, Berlin 1997.
- Hartmut Seifert, Berndt Keller: Atypische Beschäftigung zwischen Prekarität und Normalität. sigma-verlag, Berlin 2013, doi:10.1007/s11614-014-0125-7 (researchgate.net).
- Hartmut Seifert: Ehrgeizige Pläne der Ampelkoalition zur beruflichen Weiterbildung. In: Wirtschaftsdienst. Band 102, Nr. 5, 2022, S. 379–384 (wirtschaftsdienst.eu).
- Hartmut Seifert, Toralf Pusch: Betriebliche Bündnisse sichern Beschäftigung. In: Wirtschaftsdienst. Band 102, Nr. 8, 2022, S. 625–628 (wirtschaftsdienst.eu [PDF]).
- Berndt Keller, Hartmut Seifert: Atypische Beschäftigung im Abwärtstrend? Entwicklungen und Erklärungsansätze. In: WSI-Mitteilungen. Band 76, Nr. 6, 2023, S. 470–478.
- Hartmut Seifert: Was können frühere Arbeitszeitverkürzungen für die Debatte um die 32-Stunden-Woche lehren? In: Wirtschaftsdienst. Band 103, Nr. 10, 2023, S. 716–718.
- Toralf Pusch, Hartmut Seifert: Kurzarbeit – was tun mit der gewonnenen Zeit? In: Wirtschaftsdienst. Band 2, 2022, doi:10.18753/2297-8224-225.
- Toralf Pusch, Hartmut Seifert: Beschäftigungssicherung in den Betrieben während der Corona-Pandemie. In: WSI Working Paper. Band 214. Düsseldorf 2023 (econstor.eu).